# Альдобрандино I д’Эсте
Альдобрандино I д‘Эсте (итал. Aldobrandino I d’Este; ок. 1190 — 1215) — глава рода д‘Эсте с 1212 года, правитель Феррары, Мантуи, Вероны и Анконской марки. Единственный сын Аццо VI (Аццолино) д‘Эсте от его первой жены, происходившей из рода Альдобрандини.

## Биография
Наследовал отцу в ноябре 1212 года.
В 1210 году император Оттон Брауншвейгский сделал Аццо VI маркграфом Анконской марки. Чтобы перетянуть род Эсте на свою сторону, в мае 1212 года папа Иннокентий III утвердил маркиза в этом качестве. В ноябре того же года Аццо VI умер, и папа инвестировал его сына Альдобрандино I титулом маркграфа Анконы, призвав немедленно вступить в управление областью Марка.
Чтобы отстоять Анконскую марку от притязаний соперников, маркиз д’Эсте собрал наёмное войско. Для этого он занял деньги у флорентийских банкиров, оставив в качестве заложника своего единокровного брата — Аццо VII (([1205/10] — 1264).
В 1213 году согласился на то, что его соправителем в Ферраре будет Салингверра II Торелли (Salinguerra II Torelli).
Альдобрандино I умер в 1215 году (возможно — был отравлен). Анконская марка вернулась в непосредственное управление папы, в котором находилась до 1210 года, хотя представители рода ’Эсте использовали титул маркграфов Анконы и позже — вплоть до 1330-х годов. По другим владениям наследником маркиза стал Аццо VII, мать которого, Аликс де Шатильон, заплатила флорентийским банкирам все долги.
Дочь Альдобрандино I Беатриса (1215—1245) была женой короля Венгрии Андраша II.